# 上尾野邊惠
上尾野邊惠（日语：／ Kamionobe Megumi，1986年3月15日—），日本女子足球運動員，目前效力於新潟天鵝女子隊，位置中場。她是2011年女子世界盃足球賽日本首次奪冠成員之一。
日本神奈川縣橫濱市瀨谷區出身，暱稱めぐ。

## 經歷

### 俱樂部
幼稚園就開始接觸足球，參加足球隊。小學的時候，加入大和市球隊林間SC檸檬，並與川澄奈穗美是同級生。小學畢業後，與川澄進入大和風精成為球隊一期生（不同校），直到從神奈川縣立商工高等學校商業科畢業。大學則至武藏丘短期大學並參加足球部，2004年還得到全日本大學女子足球選手權大會亞軍。
2006年加盟新潟天鵝女子隊。2008年被選入日本職業女子足球聯賽全明星賽陣容。2010年的全明星賽則被大會選為Plenus MVP獎。

### 國家隊
2007年3月，被選入參加「撫子挑戰」的訓練營，經過磨鍊之後，2009年入選日本，遠征德國及法國比賽。2010年代表參加2010年女子亞洲杯足球賽，在面對緬甸以8比0大勝的比賽中，也貢獻進球，是她生涯首個國家隊入球。2011年在阿爾加維杯季軍戰對上瑞典進球，幫助球隊2比1獲勝。同年6月在2011年女子世界盃足球賽中同樣對瑞典的比賽替補上場，最終日本奪下首座女子世界盃足球賽獎盃。

## 成績
| 球隊           | 賽季     | 聯賽 | 聯賽 | 盃賽 | 盃賽 | 聯賽盃 | 聯賽盃 | 總計 | 總計 |
| 球隊           | 賽季     | 出賽 | 進球 | 出賽 | 進球 | 出賽   | 進球   | 出賽 | 進球 |
| -------------- | -------- | ---- | ---- | ---- | ---- | ------ | ------ | ---- | ---- |
| 新潟天鵝女子隊 | 2006     | 21   | 17   | 1    | 0    | -      | -      | 22   | 17   |
| 新潟天鵝女子隊 | 2007     | 19   | 1    | 2    | 0    | 3      | 2      | 24   | 3    |
| 新潟天鵝女子隊 | 2008     | 20   | 4    | 2    | 1    | -      | -      | 22   | 5    |
| 新潟天鵝女子隊 | 2009     | 21   | 2    | 2    | 0    | -      | -      | 23   | 2    |
| 新潟天鵝女子隊 | 2010     | 18   | 7    | 3    | 1    | 4      | 0      | 25   | 8    |
| 新潟天鵝女子隊 | 2011     | 16   | 9    | 4    | 0    | -      | -      | 20   | 9    |
| 新潟天鵝女子隊 | 2012     |      |      |      |      |        |        |      |      |
| 新潟天鵝女子隊 | 總計     | 115  | 40   | 14   | 2    | 7      | 2      | 136  | 44   |
| 生涯總計       | 生涯總計 | 115  | 40   | 14   | 2    | 7      | 2      | 136  | 44   |

## 代表隊生涯
- 國民體育大會新潟縣代表 （2008年 -）
- 日本國家女子足球隊 （2009年 -）

### 國家隊進球
| #  | 日期          | 地點           | 對手 | 比分 | 勝負 | 賽事                   |
| -- | ------------- | -------------- | ---- | ---- | ---- | ---------------------- |
| 1. | 2010年5月20日 | 中國成都       | 緬甸 | 8-0  | 勝   | 2010年女子亞洲杯足球賽 |
| 2. | 2011年3月9日  | 葡萄牙阿爾加維 | 瑞典 | 2-1  | 勝   | 2011年阿爾加維杯       |

## 榮譽
- 亞洲運動會：1次（2010年）
- 女子世界盃足球賽: 1次（2011年）

## 外部連結
- アルビレックス新潟公式サイトのプロフィール （日語）